# Wilhelm Pellert
Wilhelm Pellert (* 26. Jänner 1950 in Wien) ist ein österreichischer Schriftsteller und Regisseur. Neben Theaterstücken und Hörspielen schreibt er Romane, Drehbücher und Gedichte. Als Regisseur des gesellschaftskritischen Jesus von Ottakring verzeichnete er 1976 einen mehrfach ausgezeichneten Filmerfolg.

## Leben und Wirken
Er begann seine Tätigkeit beim Film 1968 mit der Mitarbeit in der ACTION-Filmgruppe von Herbert Holba, die unter anderem ein Filmdokumentationszentrum, Kinos, einen Filmclub und eine Filmzeitschrift betrieb. Er verließ diese Gruppe 1970 und gründete 1971 die Kabarett-Gruppe Borobya, die sich mit Zielgruppen- und Straßentheater beschäftigte, und deren Leiter und Autor er war.
1974 wird sein gemeinsam mit Helmut Korherr verfasste Volksstück Jesus von Ottakring am Wiener Volkstheater uraufgeführt. 1975 wurde dieses Stück mit Rudolf Prack und Hilde Sochor in den Hauptrollen verfilmt. Sein Theaterstück Ulenspiegel wurde in Basel uraufgeführt, das Monodrama Der Cascadeur in Saarbrücken, Berlin, Wien, Bern und Eger gespielt.
1978 promovierte Wilhelm Pellert zum Dr. phil. mit der Dissertation Neues Theater in der Scala (1948–1956). 1979 erhielt er ein Jahresstipendium für dramatische Autoren sowie den Förderungspreis des Unterrichts- und Kunstministeriums.
Seine Kinderbücher wurden ins Spanische, Griechische und Albanische übersetzt.
Wilhelm Pellert lebt und arbeitet in Wien. Er ist Mitglied des Österreichischen PEN-Clubs und beim Österreichischen Schriftstellerverband.

## Werke (Auswahl, unvollständig)

### Theaterstücke
- 1974: Jesus von Ottakring (mit Helmut Korherr verfasst, uraufgeführt am Wiener Volkstheater, verfilmt mit Rudolf Prack)
- 1987: Ulenspiegel (uraufgeführt in Basel)
- 1992: Der Cascadeur
- 2005: Hedy Kiesler Lamarr. Ein Monodrama (Regie: Gerald Szyszkowitz, Wien: Freie Bühne Wieden)
- 2006: Sindelar
- 2010: Oskar Werner. Ein Monodrama
- 2011: Wittgenstein. Ein Monodrama
- 2012: Messenhauser. Ein Wiener Volksstück
- 2013: kronprinz@rudolf.eu. Ein Monodrama

### Hörspiele
- 1973: Die Nachtgeher. Eine Vorstadtkomödie mit bösem Ende (mit Helmut Korherr, Regie: Hans Krendlesberger, ORF Wien)
- 1973: Dr. Tschicker und Herr Heut. Ein Neu-Wiener Schauermärchen (mit Helmut Korherr, Regie: Hans Krendlesberger, ORF Wien)
- 1975: Letzte Hilfe. Eine Rhapsodie in Schwarz (mit Helmut Korherr, Regie: Hans Krendlesberger, ORF Wien)
- 1983: Mahlzeit. Eine alltägliche Geschichte (mit Silvia Wallner, Regie: Wilhelm Pellert, ORF Wien)
- 1987: Der tote Punkt. Eine Parabel (Regie: Götz Fritsch, ORF Wien)
- 1998: Sindelar. Ein Zeitstück. (Regie: Nikolaus Scholz, ORF Wien)
- 1999: Der Kunstpfeifer. Ein Monodrama. (Regie: Wilhelm Pellert, ORF Wien)

### Romane
- 1984: Fahr wohl ins Leben
- 2007: Die Kunst, von der Kunst zu Leben

### Drehbücher
- 1971: Die ersten Tage
- 1991: Sehnsüchte oder Es ist alles unheimlich leicht (verfilmt vom ORF)
- 1991: Der Bienenkönig

### Kinderbücher
- 1985: Fridolin und Barto (mit Helmut Korherr)
- 1986: Der achte Zwerg. Ein Märchen
- 1989: Der Bienenkönig (1990 mit Karl Merkatz verfilmt)
- 1990: Ada und Oma in Togo
- 1992: Ayana und das goldene Tor
- 1996: Jimmy und die Fußballwelt
- 1997: Jimmy und der Wintersport
- 1997: Jimmy und die Formel I
- 2010: Daniela und der Böse-Buben-Klub

### Gedichte
- 1998: Dialektisches – Gedichte zur rechten Zeit
- 2002: Martialisches – Gedichte gegen den gerechten Krieg

### Filme
- 1976: Jesus von Ottakring (Regie, Drehbuch)
- 1991: Sehnsüchte oder Es ist alles unheimlich leicht (Fernsehfilm; Drehbuch)

## Auszeichnungen
- 1973: Theodor-Körner-Preis für Literatur
- 1976: Preis des Wiener Kunstfonds für Film
- 1979: Jahresstipendium für dramatische Autoren des Bundesministeriums für Unterricht und Kunst
- 1979: Österreichischer Förderungspreis für Filmkunst des Bundesministeriums für Unterricht und Kunst
- 1983: Förderungspreis der Stadt Wien für Literatur
- 1989: Theodor-Körner-Preis für Literatur
- 1994: Dramatikerstipendium des Bundesministeriums für Unterricht und Kunst